# Cristina Nemerovschi
Cristina Nemerovschi (n. 10 mai 1980, București) este o scriitoare laureată a premiilor „Tiuk!” și „Cartea Anului 2011”, descrisă ca fiind „o revelație” a literaturii românești, cu peste 15 cărți publicate. 

## Lucrări
- Sânge satanic (Herg Benet, 2010, 2011, 2013)
- Pervertirea (Herg Benet, 2012, 2013, 2014)
- Ani cu alcool și sex (Herg Benet, 2012, 2014)
- nymphette_dark99 (Herg Benet, Cărțile Arven, 2013, 2013, 2015)
- Rezervația unicornilor (Herg Benet, 2014)
- Cum a ars-o Anghelescu o lună ca scriitor de succes (Herg Benet, 2014)
- Păpușile (Herg Benet, 2014)
- Vicky, nu Victoria (Herg Benet, 2015)
- Rockstar (Herg Benet, 2016)
- Zilele noastre care nu vor mai fi niciodată (Herg Benet, 2016)
- Dresoarea (Herg Benet, 2017)
- Răzvrătiții (Herg Benet, 2019)
- Cronicile fetei lup. Vol. 1: Ceața (Herg Benet, 2019)

## Premii și distincții
- Tiuk! Premiul pentru debut [2]
- "Sânge satanic" – finalist al „Premiers Romans En Lecture” (A 25-a ediție)